# رابرت بالارد لانگ
رابرت بالارد لانگ (انگلیسی: Robert Ballard Long؛ ۴ آوریل ۱۷۷۱ – ۲ مارس ۱۸۲۵) فرد نظامی اهل پادشاهی متحد بریتانیای کبیر و ایرلند بود.